# Karymskij
Il Karymskij (in russo Karymskaja sopka, Карымская сопка) è un vulcano della penisola russa della Kamčatka. Con decine di eruzioni registrate dagli inizi del XX secolo, è uno dei vulcani più attivi di questa regione.

## Caratteristiche

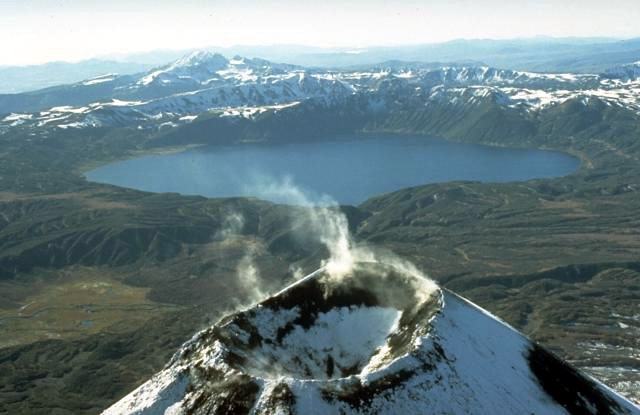
La cima del Karymskij coronata da un cratere, con la caldera dell'Akademija Nauk sullo sfondo.

Il Karymskij è situato nell'Estremo Oriente russo, 125 km in linea d'aria a nord/nord-est di Petropavlovsk-Kamčatskij, nel sud della penisola della Kamčatka e nel territorio dello stesso nome. Sorge al centro di una caldera di forma approssimativamente circolare di cinque chilometri di diametro, circondata da altri due vulcani, il Dvor a nord e la caldera Polovinka a sud. Questo stratovulcano, culminante a 1536 m di altitudine, è coronato da un cratere.

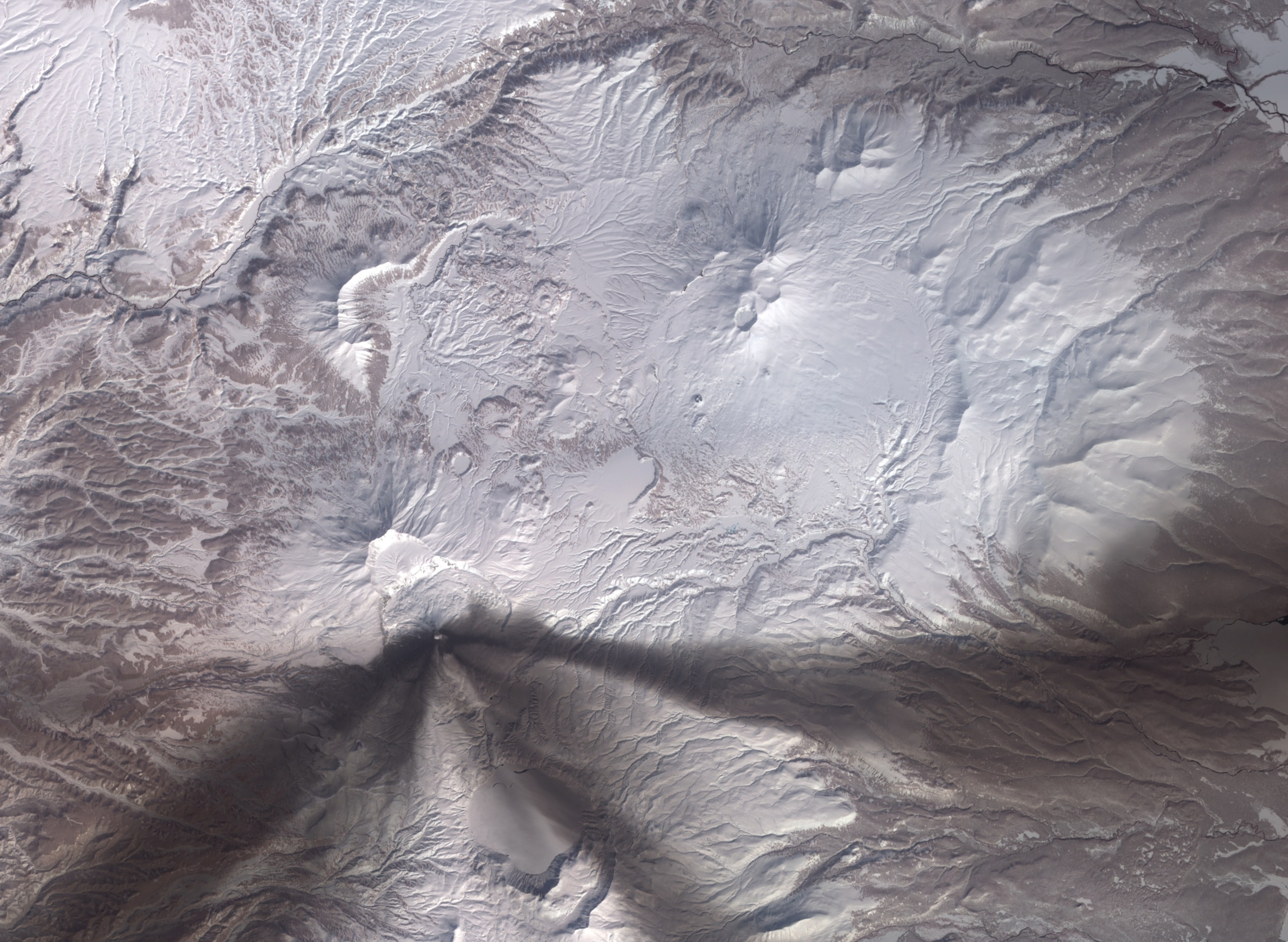
Immagine satellitare del Karymskij, con i fianchi e le zone circostanti coperti di cenere vulcanica.

Il Karymskij è un vulcano relativamente giovane, in quanto iniziò a formarsi circa 5600 anni fa, circa 2000 anni dopo la formazione della caldera in cui si trova. Dopo 2300 anni di quiescenza, l'attività eruttiva riprese 500 anni fa. Le eruzioni tendono ad essere precedute da un'attività sismica il cui ipocentro si trova sotto l'Akademija Nauk, un altro vulcano situato a sud. Queste eruzioni vulcaniche sono di tipo vulcaniano o stromboliano, con un'attività esplosiva ridotta che dà luogo a colate di lava emesse dal cratere sommitale. Gran parte del cono del vulcano è costituita da colate di questo tipo, di età inferiore a 200 anni.
Con decine di eruzioni registrate dopo la prima osservata dagli europei nel 1830, il Karymskij è considerato il vulcano più attivo della Catena Orientale della Kamčatka.